# 拉脱维亚社会党
拉脱维亚社会党（拉脱维亚语：Latvijas Sociālistiskā partija，缩写为LSP）是拉脱维亚的一个共产主义政党。该党成立于1994年1月15日。该党的意识形态是共产主义、马克思列宁主义。该党的政治立场是左翼至极左翼。该党的领袖是弗拉基米尔·弗洛洛夫斯。该党的总部位于里加。该党是苏联共产党 (2001年)、共产党和工人党国际会议的成员。该党曾派代表参加国际共产主义研讨会。